# Rock Around the Clock (альбом)
Об одноимённой песне см. статью Rock Around the Clock.
Rock Around the Clock — третий альбом американского певца Билла Хейли и его группы The Comets. Пластинка, следуя формату предыдущих двух альбомов Хейли, по существу является сборником песен, вышедших к тому времени на синглах в 1954—1955 гг., включая заглавный хит «Rock Around the Clock».

## Обзор
Все песни на Rock Around the Clock были записаны в 1954—1955 гг. в нью-йоркской студии Decca Records. Большинство из них вышло в предыдущем сборнике Shake, Rattle and Roll того же года. Наиболее существенная разница была в форматах: Shake, Rattle and Roll вышел 10-дюймовым диском, а Rock Around the Clock был издан на 12-дюймовой пластинке, вскоре ставшей доминирующим форматом для долгоиграющих альбомов в музыкальной индустрии США. Rock Around the Clock вышел в монофоническом звучании и занял 12-е место в общем хит-параде американского журнала Billboard, став к тому же первым альбомом рок-музыки, попавшим в хит-парад. Впоследствии Билл Хейли и The Comets не раз перезаписывали большинство песен с этого альбома.

## Список композиций
| №   | Название                                       | Автор(ы)                                   | Длительность |
| --- | ---------------------------------------------- | ------------------------------------------ | ------------ |
| 1.  | «(We’re Gonna) Rock Around the Clock»          | Джеймс Майерс, Макс Фридман                | 2:11         |
| 2.  | «Shake, Rattle and Roll»                       | Джесси Стоун                               | 2:31         |
| 3.  | «A.B.C. Boogie»                                | Ал Рассел, Макс Спикол                     | 2:29         |
| 4.  | «Thirteen Women (And Only One Man in Town)»    | Дики Томпсон                               | 2:53         |
| 5.  | «Razzle-Dazzle»                                | Чарльз Калхаун                             | 2:43         |
| 6.  | «Two Hound Dogs»                               | Билл Хейли, Фрэнк Пингатор                 | 2:59         |
| 7.  | «Dim, Dim the Lights (I Want Some Atmosphere)» | Беверли Росс, Джулиус Диксон               | 2:31         |
| 8.  | «Happy Baby»                                   | Фрэнк Пингатор                             | 2:36         |
| 9.  | «Birth of the Boogie»                          | Билл Хейли, Билли Уильямсон, Джонни Гранде | 2:15         |
| 10. | «Mambo Rock»                                   | Бикс Рейхнер, Милдред Филлипс, Джимми Эйр  | 2:38         |
| 11. | «Burn That Candle»                             | Уинфред Скотт                              | 2:46         |
| 12. | «Rock-A-Beatin’ Boogie»                        | Билл Хейли                                 | 2:21         |

## Участники записи
- Билл Хейли — ритм-гитара, вокал
- Дэнни Седрон — соло-гитара в № 1—4
- Фрэнни Бичер — соло-гитара в № 5—12
- Билли Уильямсон — стил-гитара
- Джонни Гранде — фортепьяно
- Маршал Лайтл — контрабас в № 1—10
- Билли Гуссак — барабаны в № 1, 4—10
- Джоуи Д’Амброзио — тенор-саксофон в № 1—10
- Панама Фрэнсис — барабаны в № 2, 3
- Ал Рекс — контрабас в № 11, 12
- Клифф Лиман — барабаны в № 11, 12
- Руди Помпили — тенор-саксофон в № 11, 12
- Дик Ричардс — треугольник в № 3, том-том в № 9, подпевки в № 2, 5, 6